# Anacampseros pisina
Anacampseros pisina és una espècie de planta suculenta del gènere Anacampseros, que pertany a la família Anacampserotaceae.

## Descripció
És una planta perenne suculenta que no excedeix els 2,5 cm d'alçada. Forma rosetes de fulles carnoses verdes. Les inflorescències no superen els 7 cm d'alçada, amb fins a 5 flors de color rosa pàl·lid que s'obren molt breument a última hora de la tarda. Les arrels formen un càudex o tubercle.
És una espècie rara, difícil de trobar en cultiu.

## Distribució
Planta endèmica de la província de Cap Septentrional de Sud-àfrica. Creix als vessants sud-oest de la muntanya Umdaus de Richtersveld.

## Taxonomia
Anacampseros pisina va ser descrita per Graham Williamson (G. Will.) i publicada a Aloe: Journal of the South african Aloe and Succulent Society. Pretoria 35(1): 18 (1998). 1998.
Etimologia
Anacampseros: nom genèric que deriva de les paraules gregues: Anakampto = 'recuperar' i eros = 'amor'.
pisina: epítet